# زدرافكو ستانكوف
زدرافكو ستانكوف هو لاعب كرة قدم بلغاري في مركز الدفاع، ولد في 1 أبريل 1977 في بلوفديف في بلغاريا. لعب مع نادي بوتيف بلوفديف ونادي تشيرنو مور فارنا ونادي لوكوموتيف بلوفديف.